# Albrekt I av Käfernburg

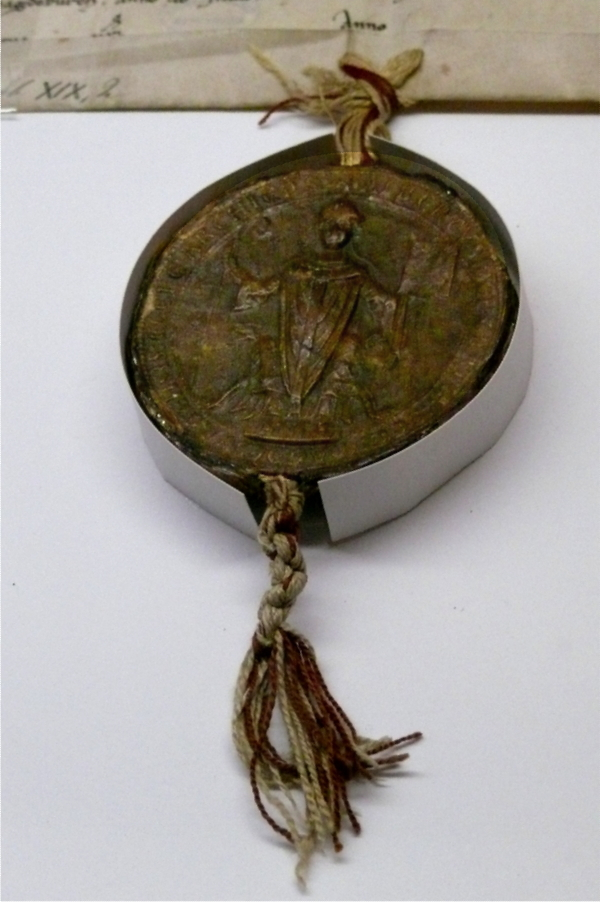
Albrekt av Käfernburgs sigill

Albrekt I av Käfernburg, född omkring 1170, död 15 oktober 1232 i Cividale del Friuli, Patriarkatet Aquileia, var en tysk teolog och katolsk kyrkofurste, från 1205 ärkebiskop av Magdeburg.

## Biografi
Albrekt tillhörde adelssläkten von Kevernburg (i modern tid även Käfernburg), med stamsäte i borgen Käfernburg nära Arnstadt i Thüringen, och var son till greve Günther II av Käfernburg (död omkr. 1197) och Agnes av Saarbrücken. Som barn studerade han vid Hildesheims katedralskola och skrevs därefter in vid universiteten i Paris och Bologna. Han utnämndes år 1200 till prost i Mariakyrkan i Mainz. Genom sitt stöd till Filip av Schwaben och Hohenstaufenpartiet kom han i påven Innocentius III:s gunst och valdes i augusti 1205 till ärkebiskop av Magdeburg, samt vigdes till ärkebiskop 24 december 1206 av påven. Efter att Magdeburgs domkyrka förstörts genom brand 20 april 1207 lät Albrekt I påbörja bygget av den nuvarande gotiska katedralen, som ett av de första större gotiska byggnadsverken i Tyskland. 
Ärkebiskopen medverkade 1212 till valet av Fredrik II som tysk kung och blivande kejsare, vilket föranledde huset Welf att anfalla Magdeburg och orsaka stor förödelse. Han hamnade också i konflikt med markgrevarna av Brandenburg, Otto III och Johan I. Albrekt följde Fredrik II till Italien 1222, där han utnämndes till greve av Romagna och under sina senare levnadsår verkade som kejsarens ställföreträdare i norra Italien. Hans huvudsakliga uppgift därvid blev att mäkla fred mellan påven och kejsaren. Han avled i Italien 1232 och begravdes 1233 i Magdeburgs domkyrka.
Albrekts halvbror Wilbrand av Käfernburg kom sedermera att efterträda honom som ärkebiskop av Magdeburg 1235.